# Línea 52 (Maldonado)
La línea 52 es una línea de transporte de pasajeros del departamento de Maldonado, Uruguay. Parte de la calle Cam. Musio y llega a Punta del Este.
Hasta 2023 contó con la numeración L52, tratándose de una línea local que salía desde la Terminal de Maldonado y tenía como destino fijo el Mario Benedetti.

## Recorridos

### Ida
Urb. Norte, Cam. Mussio, Cam. El Pantanal, Asentamiento Benedetti, Av. Luis A. De Herrera, Ruta 39, Av. Batlle y Ordóñez, Bergalli, Rincón, 3 de Febrero, 18 de Julio, Av. Roosevelt, Av. A. Camacho, Rambla C. Williman, Calle 18, Rambla Gral. Artigas, Calle 2 de Febrero, Cap. Miranda.

### Vuelta
Cap. Miranda, El Foque, Rambla Gral. Artigas, Calle 20, Rambla C. Williman, Av. A. Camacho, Av. Roosevelt, José Dodera, Av. Lavalleja, Av. Batlle y Ordóñez, Ruta 39, Av. Luis Alberto de Herrera, Cam. El Pantanal, Asentamiento Benedetti, Cam. Mussio, Urbanización Norte.